# Bzík
Bzík (také Bziny, Bziň nebo Bziné) je zaniklá vesnice nedaleko vesnice Bzí v okrese Plzeň-jih, která se nacházela na západním svahu Jezevčí skály, která má pomístní název „Na Bzicku“ a nachází se zde prameniště bezejmenného potoka, který je pravostranným přítokem potoka Podhrázského. Nadmořská výška se pohybuje mezi 535 a 560 metry.
Centrem vsi byly dva rybníčky, které sloužily jako zdroj vody. Během archeologického výzkumu bylo zjištěny základy celkem 68 staveb – mimo budov se jednalo o alespoň 5 milířů na výrobu dřevěného uhlí či 19 úvozů. Samostatných stavení bylo pravděpodobně 7. Budovy byly postaveny v půlkruhovém půdorysu okolo pramene.
Kromě toho byly v blízkosti zjištěny stopy po povrchové těžbě, pravděpodobně železné rudy. Okolní terén byl upraven do terasových stupňů.
V minulosti bylo nedaleko pravěké výšinné sídliště Velká skála. Dle archeologických nálezů byla vesnice osídlena již ve 12. století, což odpovídá písemným pramenům, neboť první písemný záznam se datuje do roku 1115, kdy byl v majetku Kladrubského kláštera. Jméno je odvozeno od bezových hájů, které zde v minulosti pravděpodobně byly.
V roce 1239 však již v majetku kláštera nebyl a neznámo kdy se dostal do majetku zelenohorského kláštera, popřípadě panství. V té době je zmiňována i osada Malé Bziny, který se rozkládala nedaleko, přibližně na území dnešní obce Bzí. V roce 1558 je vesnice Bzík uváděna již jako pustá, pravděpodobně vlivem rozsáhlého požáru. Již v roce 1584 je dokládána vesnice Bzí, která přetrvala dodnes. Část obyvatel zřejmě též přešla do obce Rajow, která byla v držení téhoš šlechtického rodu náležejícího k Bešeovicům Kravař.
První pokus o lokalizaci se datuje do roku 1940. Zatím poslední výzkum proběhl v roce 2015.